# Isochasta
Isochasta é um gênero de traça pertencente à família Agonoxenidae.